# GSC2360-551
GSC2360-551 — хімічно пекулярна зоря спектрального класу A7, що має видиму зоряну величину в смузі V приблизно 11,7.